# Stella (deutsche Automarke)
Stella war eine deutsche Automarke.

## Unternehmensgeschichte
Das Unternehmen Kraftwagen-Gesellschaft Roland unter Leitung von Georg H. Ernst war am Kurfürstendamm 160 in Berlin-Wilmersdorf ansässig. 1906 begann die Produktion von Automobilen. Der Markenname lautete Stella. 1907 endete die Produktion. Eine andere Quelle gibt den Bauzeitraum mit 1907 bis 1908 an.
Das vorgenannte Unternehmen vertrieb außerdem von 1906 bis 1908 Personenkraftwagen und Nutzfahrzeuge von Sun Motoren-Gesellschaft E. Jeannin im Deutschen Reich und einigen anderen Ländern.

## Fahrzeuge
Das Unternehmen bot eine große Palette an Modellen an. Das Einzylindermodell mit 6 PS Leistung wurde als Zweisitzer für 3000 Mark angeboten. Mit einem stärkeren Motor von 8 PS Leistung betrug der Preis 3250 Mark als Zweisitzer und 3500 Mark als Tonneau. Die Zweizylindermodelle kosteten als Tonneau mit 10 PS Leistung 4000 Mark und als Phaeton mit 12 PS Leistung 5000 Mark. Das Vierzylindermodell mit 14 PS Leistung stand als Phaeton mit 5600 Mark in der Preisliste. Außerdem gab es die Modelle 10/12 PS, 14/16 PS, 18/22 PS, 28/32 PS, 40/50 PS und 60/70 PS. Daneben wurden vermutlich auch Lastkraftwagen und Omnibusse hergestellt.